# The Protoform Sessions
The Protoform Sessions es una banda sonora del compositor Vince DiCola. Fue lanzado por primera vez en la convención BotCon 2001 como álbum exclusivo. Pero, ahora está disponible comercialmente para comprar. El álbum es una colección de demos iniciales, canciones sin usar y temas alternativos de The Transformers: The Movie.
Se incluyen pistas de introducción llamadas "Transiciones" que incluyen comentarios del propio Vince DiCola. Como él explica, estas primeras grabaciones fueron producidas con instrumentación de menor calidad que la que se escucharía en la película final.

## Lista de canciones
- CD

| Track 1-27 | |                                      |               |          |  |
| N.º        | Título | Escritor(es)                         | Intérprete(s) | Duración |  |
| 1.         | «Greetings from Vince»                                                                                               |                                      | Vince DiCola  | 1:11     |  |
| 2.         | «Unicron's Theme (demo)»                                                                                             | Vince DiCola                         | Vince DiCola  | 2:16     |  |
| 3.         | «Transition #1» |                                      | Vince DiCola  | 0:27     |  |
| 4.         | «TF:TM Title Theme (versión de Ed Fruge)»                                                                            | Vince DiCola Anne Bryant Ford Kinder | Ed Fruge      | 0:47     |  |
| 5.         | «Transition #2» |                                      | Vince DiCola  | 0:44     |  |
| 6.         | «TF:TM Title Theme (versión de Gary Falcone)» (Cover de The Transformers Theme (Alternate Version) por Gary Falcone) | Vince DiCola Anne Bryant Ford Kinder | Gary Falcone  | 0:46     |  |
| 7.         | «Transition #3» |                                      | Vince DiCola  | 0:06     |  |
| 8.         | «Attack on the Shuttle (demo)»                                                                                       | Vince DiCola                         | Vince DiCola  | 2:13     |  |
| 9.         | «Transition #4» |                                      | Vince DiCola  | 0:06     |  |
| 10.        | «Matrix Theme» | Vince DiCola                         | Vince DiCola  | 2:16     |  |
| 11.        | «Transition #5» | Vince DiCola                         | Vince DiCola  | 0:10     |  |
| 12.        | «Dare (demo de Gary Falcone)» (Cover de Dare por Gary Falcone)                                                       | Vince DiCola                         | Gary Falcone  | 3:57     |  |
| 13.        | «Transition #6» | Vince DiCola                         | Vince DiCola  | 0:32     |  |
| 14.        | «Escape (demo)» | Vince DiCola                         | Vince DiCola  | 2:28     |  |
| 15.        | «Transition #7» | Vince DiCola                         | Vince DiCola  | 0:15     |  |
| 16.        | «No Mercy» (canción de TFTM no utilizada)                                                                            | Gary Falcone                         | Gary Falcone  | 3:36     |  |
| 17.        | «Transition #8» | Vince DiCola                         | Vince DiCola  | 0:24     |  |
| 18.        | «Evil Decepticon Theme» (canción de TFTM no utilizada)                                                               | Vince DiCola                         | Vince DiCola  | 1:19     |  |
| 19.        | «Transition #9» | Vince DiCola                         | Vince DiCola  | 0:35     |  |
| 20.        | «Legacy (demo)» | Vince DiCola                         | Vince DiCola  | 6:00     |  |
| 21.        | «Transition #10» | Vince DiCola                         | Vince DiCola  | 0:43     |  |
| 22.        | «Gone Fishin' Suite»                                                                                                 | Vince DiCola                         | Vince DiCola  | 3:57     |  |
| 23.        | «Transition #11» | Vince DiCola                         | Vince DiCola  | 0:42     |  |
| 24.        | «Attack on the Shuttle (BotCon 1997)» (Versión de ensayo para concierto de BotCon 1997)                              | Vince DiCola                         | Vince DiCola  | 1:47     |  |
| 25.        | «Transition #12» | Vince DiCola                         | Vince DiCola  | 0:08     |  |
| 26.        | «Death of Optimus Prime Suite (BotCon 1997)» (Versión de ensayo para concierto de BotCon 1997)                       | Vince DiCola                         | Vince DiCola  | 4:35     |  |
| 27.        | «Transition #13» | Vince DiCola                         | Vince DiCola  | 0:12     |  |

| Track 28 y Unused Tracks |                                                                              |                         |               |          |  |
| N.º                      | Título                                                                       | Escritor(es)            | Intérprete(s) | Duración |  |
| 28.                      | «Dare Suite (BotCon 1997)» (Versión de ensayo para concierto de BotCon 1997) | Vince DiCola            | Vince DiCola  | 8:22     |  |
| 29.                      | «Hidden Transition»                                                          |                         | Vince DiCola  | 5:53     |  |
| 30.                      | «War»                                                                        | Vince DiCola Bill Conti | Vince DiCola  | 5:53     |  |
| 31.                      | «Trainig Montage»                                                            | Vince DiCola            | Vince DiCola  | 3:37     |  |
| 57:09                    |                                                                              |                         |               |          |  |

## Extras ocultos
- Después de "Dare Suite", hay un rendimiento oculto de suite adicional de las pistas de puntuación de Rocky IV, "War" y "Montage".